# Jeanne Hachette

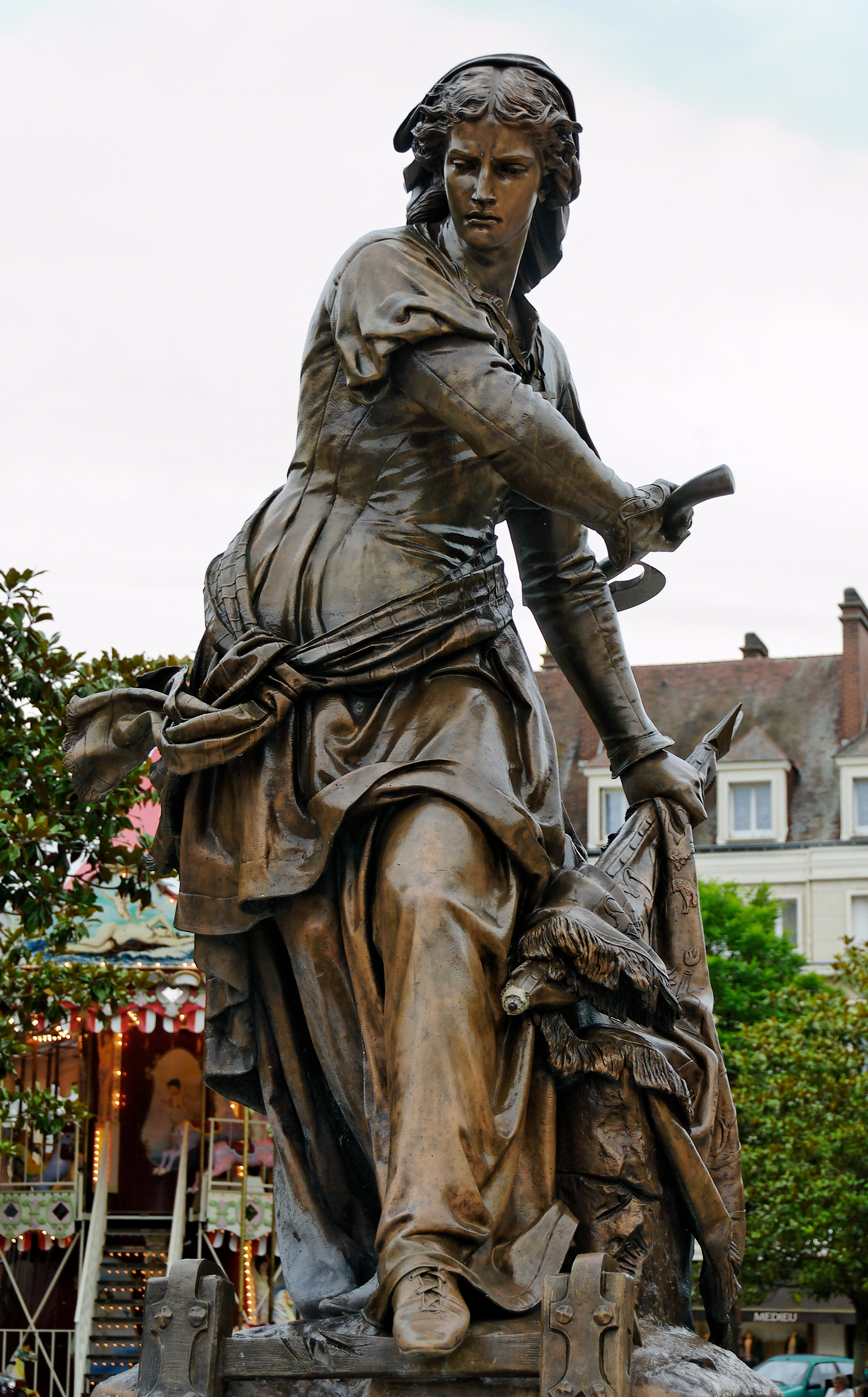
Jeanne Hachette i Beauvais

Jeanne Hachette, född omkring 1454 ?, död okänt år, var en fransk hjältinna som egentligen hette Jeanne Laisné eller Fourquet. Hon var känd från försvaret av Beauvais då hennes hjältemodiga uppträdande resulterade i att moralen hos försvaret stärktes och att staden räddades.
Den 27 juni 1472 anfölls Beauvais av burgunderna under hertig Karl den djärve, som var nära att segra. När en av de burgundiska soldaterna hunnit klättra upp på stadsmuren och där planterat hertigens flagga, rusade Jeanne Laisné fram med en yxa (franska hachette, därav hennes tillnamn) i handen, slängde honom av muren och rev ned flaggan och uppväckte det uppgivna försvarets stridsmoral. Som ett bevis på sin tacksamhet arrangerade Ludvig XI hennes äktenskap med den man hon själv ville ha, Colin Pilon, gav dem gåvor och instiftade en helgdag med procession till hennes ära. I Beauvais restes ett monument över Jeanne Hachette 1851.